# Bufonacris bruchi
Bufonacris bruchi is een rechtvleugelig insect uit de familie Tristiridae. De wetenschappelijke naam van deze soort is voor het eerst geldig gepubliceerd in 1901 door Brancsik.